# Cratere Lavoisier
Lavoisier è un cratere lunare di 71,01 km situato nella parte nord-occidentale della faccia visibile della Luna.
Il cratere è dedicato al chimico francese Antoine-Laurent de Lavoisier.

## Crateri correlati
Alcuni crateri minori situati in prossimità di Lavoisier sono convenzionalmente identificati, sulle mappe lunari, attraverso una lettera associata al nome.
| Lavoisier | Coordinate            | Diametro (in km) |
| --------- | --------------------- | ---------------- |
| A         | 36°58′12″N 73°15′36″W | 28,51            |
| B         | 39°45′36″N 79°45′00″W | 24,55            |
| C         | 35°46′48″N 76°43′48″W | 34,9             |
| D         | 41°06′N 78°06′W       | 60,14            |
| E         | 40°52′48″N 80°23′24″W | 50,56            |
| F         | 37°01′48″N 80°28′12″W | 35,63            |
| G         | 37°12′36″N 85°36′36″W | 18,19            |
| H         | 38°10′12″N 78°56′24″W | 29,12            |
| J         | 37°29′24″N 86°34′48″W | 21,67            |
| K         | 39°44′24″N 74°25′48″W | 6,67             |
| L         | 39°44′24″N 74°58′48″W | 6,42             |
| N         | 41°54′00″N 82°20′24″W | 25,21            |
| S         | 39°03′00″N 83°04′48″W | 24,62            |
| T         | 36°30′00″N 76°37′12″W | 18,57            |
| W         | 36°49′12″N 81°51′00″W | 16,2             |
| Z         | 36°07′12″N 86°17′24″W | 12,45            |